# Unidade Haugh
A Unidade Haugh é uma medida de qualidade interna de um ovo de galinha. A HU (do inglês Haugh Unit) é uma medida da quantida de proteínas, embora não avalie outros nutrientes, como minerais ou vitaminas. Sua fórmula leva em conta a altura do albúmen e o peso do ovo.
Quanto maior a Unidade Haugh, melhor a qualidade do ovo.

## Fórmula
A fórmula para calcular a unidade Haugh é a seguinte:
{\displaystyle HU=100*log(h-1.7w^{0.37}+7.6)}
Onde:
- HU = Haugh unit
- h = Altura obsevardo do albúumen em milímetros
- w = Peso do ovo em gramas